# (73535) 2003 OB14
2003 أو بي 14 (ويعرف أيضًا باسم (73535) 2003 أو بي 14 وفق تسمية الكوكب الصغير) (بالإنجليزية: 2003 OB14)‏ هو كويكب ضمن حزام الكويكبات؛ وترتيبه 73535 من حيث الاكتشاف.
اكتُشف هذا الجُرم الفلكي بواسطة تعقب الأجرام القريبة من الأرض في 28 يوليو 2003.

## وصلات خارجية
- (73535) 2003 OB14 في قاعدة بيانات مختبر الدفع النفاث لأجرام النظام الشمسي الصغيرة

- الاكتشاف · مخطط المدار ·  العناصر المدارية · المعلمات المادية

- (73535) 2003 OB14 على موقع ويكي سكاي: DSS2, SDSS, GALEX, IRAS, Hydrogen α, X-Ray, Astrophoto, Sky Map, Articles and images